# Oscar Hansson
Oscar Fredrik Valdemar Hansson, född 4 maj 1907 i Arvika, död 2 mars 1994 i Göteborg, var en svensk väg- och vattenbyggnadsingenjör.
Hansson, som var son till byggmästare Lars Hansson och Christina Eriksson, avlade studentexamen i Göteborg 1926 och utexaminerades från Chalmers tekniska institut 1930. Han blev biträdande stadsingenjör i Skövde stad 1931, stadsingenjör i Falköpings stad 1936, var byråingenjör, förste ingenjör och byråchef vid fastighetskontoret i Göteborg 1946–1960 och fastighetsdirektör i Göteborg 1960–1968. Han var speciallärare i geodetisk mätteknik vid Chalmers tekniska högskola från 1946. Han var ordförande i Svenska kommunaltekniska föreningen från 1965 och ledamot av diverse kommittéer där.